# Juravka-Pérvaia
Juravka-Pérvaia - Журавка-Первая (rus) - és un poble de l'óblast de Bélgorod, a Rússia. El 2010 tenia 608 habitants. Pertany al districte (raion) de Prókhorovka.